# Disponteo
En la mitología griega Disponteo o Dispontio (en griego Δυσπόντιον) es el fundador epónimo de la polis elea de Dispontio, en Pisátide. Según Tzetzes es uno de los hijos de Pélope, pero Pausanias opina que de Enómao. Nada más se sabe de él.